# Gerverscop
Gerverscop, également Gerverskop, est un hameau situé dans la commune néerlandaise de Woerden, dans la province d'Utrecht. Le 1er janvier 2007, Gerverscop comptait 150 habitants.

## Histoire
Ce hameau a été une commune indépendante jusqu'au 9 septembre 1857, date de son rattachement à Woerden. Le nom officiel de la commune était Gerverskop, orthographié avec un -k- au lieu du -c- actuel.